# Ґондно
Ґондно (пол. Gądno, нім. Guhden) — село в Польщі, у гміні Моринь Грифінського повіту Західнопоморського воєводства.
Населення — 85 осіб (2011).
У 1975-1998 роках село належало до Щецинського воєводства.

## Демографія
Демографічна структура станом на 31 березня 2011 року:
|          | Загалом | Допрацездатний вік | Працездатний вік | Постпрацездатний вік |
| -------- | ------- | ------------------ | ---------------- | -------------------- |
| Чоловіки | 45      | 10                 | 32               | 3                    |
| Жінки    | 40      | 4                  | 25               | 11                   |
| Разом    | 85      | 14                 | 57               | 14                   |